# FL Studio
FL Studio (originalmente Fruity Loops Studio) é uma estação de trabalho de áudio digital desenvolvido pela empresa belga Image-Line. Atualmente é um dos softwares mais usados em produções musicais no mundo. Ficando em 4° lugar com 13.63%, Em 2018 foi considerado o melhor DAW do ano pelo IDMA.

## História
A primeira versão do FL Studio foi desenvolvida por Didier Dambrin e foi parcialmente lançada em dezembro de 1997. Seu lançamento oficial ocorreu no início de 1998, quando ainda era um MIDI drum machine de quatro canais. Dambrin se tornou Chefe de Arquitetura do Software do programa, que rapidamente passou por uma série de melhorias, deixando-o mais dinâmico e complexo.
O programa sofreu doze grandes atualizações desde a sua criação, A edição 20 foi lançada em maio de 2018, sendo a atualização comemorativa de 20 anos da plataforma, envolvendo inúmeras novidades e modificações.

### Suporte para o Mac
Recentemente a Image-Line desenvolveu uma versão beta para o Mac OS, a versão ainda esta em beta, mas é 100% funcional apresentando poucos bugs.

### Usuários Notáveis
O software tem uma lista extensa de usurários famosos como, Avicii, Basshunter, Martin Garrix, Deadmau5, Afrojack, Murda Beatz [en] entre vários outros artistas. Confira a lista completa no site oficial: Lista de Usuários Notáveis.

## Visão Geral do Software

### Edições[15]
- FL Studio Express (Descontinuada, após a 10ª versão) - Esta versão permite somente a criação de loops de 64 etapas, sendo recomendada para simples edições de áudio. Cada pattern pode ser composta por um número ilimitado de instrumentos tanto de samples nativos ou instrumentos VST. Instrumentos na pattern podem ser encaminhados para o Mixer, para o processamento de efeitos, e os efeitos a partir da versão 10.0 incluem: Delay, Delay Bank, Equo, Flangus, Love Philter, Vocoder, Parametric EQ & EQ2, Multiband Compressor, Spectroman, Stereo Enhancer, Wave Candy, Wave Shaper, e Soundgoodizer. Não há piano roll, playlist, automação, gravação de áudio, ou VST / Cliente ReWire.

- Fruity Edition - O Fruity Edition permite aos usuários acessar a playlist, piano roll, e recursos de automação de eventos, que permitem um complexo e demorado sequenciamento. Há também suporte VST / ReWire para que FL Studio possa ser usado como um instrumento em outros hospedeiros, como Cubase, Sonic Solutions, Logic. etc. A partir da versão 10.0 está incluido o instrumento sintetizador Simsynth Live, o sintetizador de percussão DrumSynth Live, o sintetizador DX10FM, e o sintetizador Wasp/Wasp XT. Porém não há recurso de gravação de áudio.

- Producer Edition (Português: Edição de Produtor) - inclui todas as características do Fruity Edition, assim como o registo completo de ferramentas de pós-produção de áudio interna e externa. Incluem os plugins Edison, Slicex, Vocodex e Synthmaker. Ele também permite a visualização da forma de onda de áudio e a capacidade de adicionar pontos de sinalização.

- Signature Bundle - Esta edição inclui a edição de Produtor (Producer Edition), bem como uma série de plugins, como Sytrus, Maximus, o Fruity Video player, DirectWave Sampler e o Hardcore Guitar Effects Suite.

- Versão Demo - A versão demo gratuita inclui todos os recursos do programa e a maioria dos plugins e permite aos usuários renderizar os seus projetos para WAV, MIDI, MP3 e OGG. Mas, obviamente, como uma versão demo, algumas versões são desabilitadas, como alguns projetos que só abrirão na versão completa, presets de instrumentos, não podem ser salvados.
- Móvel - Em 21 de junho de 2011, Image-Line lançou FL Studio móvel para iOS e em abril de 2013 para Android. Ambos suportam a capacidade de criar projetos multi-track em dispositivos móveis, incluindo o iPod Touch, iPhone, iPad e smartphones ou tablets Android versão 2.3.3 ou superior e Windows 10 Mobile.
- Groove - No dia 2 de setembro de 2013, um novo programa separado ao FL Studio é lançado para Windows 8. Groove é no estilo de Groovebox otimizado para criação de música em telas Touchscreen.

### Requisitos do Sistema[16]
- 2Ghz Intel Pentium 4/AMD Athlon 64 (ou superior)
- 4GB ou mais de RAM
- 4GB livre no Disco Rigido
- Placa de Som com drivers DirectSound e compatibilidade com ASIO/ASIO2 para gravação de áudio.
- Windows XP (SP3), Windows Vista, 7/8/8.1/10/11 - 32 ou 64 bits
- iMac com Boot Camp para Windows (mesmas versões acima)
- ou iMac com OS X 10.8 ou 10.9 com FL Studio Mac OS X Beta - Yosemite não suportado!

## Características do programa
- A versão 20, lançada em 22 de maio de 2018 em comemoração aos 20 anos do programa, trouxe um Suporte ilimitado para o MIDI Controller, Envelopes de Notas, Automações (PDC), Importações de arquivos MIDI e melhor desempenho.
- A versão 12, lançada em 2015, trouxe o suporte multi-touch melhorado, uma mixer redesenhada, melhorou o suporte de plugins 32/64 bits e uma melhor gestão de arquivos.
- A versão 11, introduzida em Abril de 2013, trouxe suporte Ecrã multitáctil, melhor automação de tempo, novos plugins, como Bassdrum, GMS, Effector, Patcher e novos recursos no Piano Roll.
- A versão 10, lançada em 29 de março de 2011, incluiu um novo browser de projeto, correção de bugs, e pontos de envelope suavizados. Também introduziu um patcher.
- A versão 9 introduziu o suporte de multi-core para processamento de efeitos e suporte melhorado para processamento de instrumento em multi-core.

A interface do mixer permite qualquer número de configurações de canais. O que nos traz a mistura em Stereo, 5.1, ou 7.1, enquanto a interface de hardware de saída tem um número equivalente de saídas. O mixer também suporta entrada de áudio, permitindo o FL Studio a gravar áudio multitrack .
FL Studio suporta o alongamento de tempo/pitch shifting, o corte de áudio, efeito "chopping", e edição de áudio completa. E, a partir da versão 8, pode gravar até 64 faixas de áudio simultaneamente. Outras características incluem um piano roll digital. O áudio pode ser importado ou exportado em WAV, MP3, OGG, MIDI, ZIP , ou o formato nativo de projetos, '.FLP'.

## Suporte
O suporte para o software é fornecido através de diversos documentos de ajuda HTML. Os Usuários também podem se inscrever para os fóruns oficiais da Image-Line, que são geralmente reconhecidos como um ponto focal para a comunidade FL Studio.

## Recepção
O FL Studio foi elogiado por sua simplicidade, poder e facilidade de uso. Jamie Lendino do PCMag escreveu que "Embora [o FL Studio seja] ainda claramente voltado para a produção de música eletrônica 'na caixa', em vez de gravar músicos ao vivo tocando instrumentos acústicos, você pode gravar ou criar praticamente qualquer tipo de projeto de áudio com ele." As críticas incluem um sistema de gravação de áudio difícil.